# Bulgaria (navă)
Bulgaria (în rusă Булга́рия) a fost o navă de croazieră fluvială rusă clasa 785/OL800 (construită în Komárno, Cehoslovacia) care a navigat în bazinul Volga - Don. La 10 iulie 2011, Bulgaria s-a scufundat în Barajul Kuibâșev de pe râul Volga lângă Siukeievo, districtul Kamsko-Ustinski, Tatarstan, Rusia, cu 201 pasageri și membri ai echipajului la bord atunci când naviga dinspre orașul Bolgar către capitala regională, Kazan. Catastrofa s-a soldat cu 122 de decese confirmate (cadavre recuperate și identificate).
Scufundarea Bulgariei a fost cel mai grav dezastru maritim din Rusia după 1986, când SS Admiral Nakimov⁠(en)[traduceți] s-a ciocnit de o navă de marfă și au decedat 423 de persoane.

## Nava
Bulgaria a fost construită pe șantierul naval slovac din Komárno, Cehoslovacia, în 1955 ca Ukraina, și a fost redenumită Bulgaria în februarie 2010 după Bulgaria de pe Volga. Lungimea ei a fost de 80,2 m, lățimea maximă de 12,5 m, pescajul de 1,9 m, iar puterea electrică a fost de 273 kilowați (366 CP). Nava a fost prevăzută cu două motoare și două punți. Viteza ei de croazieră a fost de 20,5 km/h, iar capacitatea sa inițială de pasageri a fost de 233 (ulterior redusă după revizia generală).
În momentul scufundării, Bulgaria era în proprietatea companiei OAO SK Kamskoie Rechnoie Parohodstvo (în rusă ОАО СК Камское речное пароходство), care a închiriat nava către OOO Briz, care, la rândul său, a subînchiriat-o către OOO Argorechtur, care a operat-o, potrivit relatărilor din mass-media, pe baza unui contract de închiriere (în engleză bareboat charter). Din acest tip de contract reiese că OOO Agrorechtur a acceptat răspunderea exclusivă pentru întreținerea tehnică și numirea echipajului. Anchetatorii au susținut că Argorechtur a operat nava de croazieră fără o licență adecvată, iar directorul OOO Agrorechtur a fost arestat la 12 iulie 2011.
La 22 iulie, cu ajutorul a două macarale de salvare, Bulgaria a fost ridicată parțial la suprafața apei. La 23 iulie a fost mutată în Golful Kirelski, aflat în apropiere, unde i-a fost sigilată cala. La 25 iulie, cadavrele ultimilor doi pasageri dispăruți au fost găsite în cabina lor. La 26 iulie, Bulgaria a fost dusă într-un doc uscat pentru investigații suplimentare privind accidentul.

## Scufundare
La 10 iulie 2011, Bulgaria se deplasa prin Tatarstan pe râul Volga când a fost prinsă de o furtună și s-a scufundat la ora 13:58 ora Moscovei (09:58 UTC), la câteva ore de la plecarea sa din port.
Supraviețuitorii au afirmat că, în timpul croazierei, Bulgaria a dat peste  o furtună, și o mișcare perturbatoare a apărut brusc la tribord. Se pare că totul a fost agravat de căpitan atunci când a încercat să întoarcă nava și, imediat, apa s-a repezit în navă prin hublourile deschise, deoarece nava nu a fost prevăzută cu aer condiționat. Potrivit unui supraviețuitor, scufundarea a avut loc fără niciun avertisment, iar nava „care era înclinată la tribord... s-a răsturnat și s-a scufundat”. Bulgaria s-a scufundat în câteva minute, parcurgând cei aproape 20 m până la albia râului. Scufundarea a avut loc la aproximativ 3 km de țărm, în districtul Kamsko-Ustinski.

### Victime

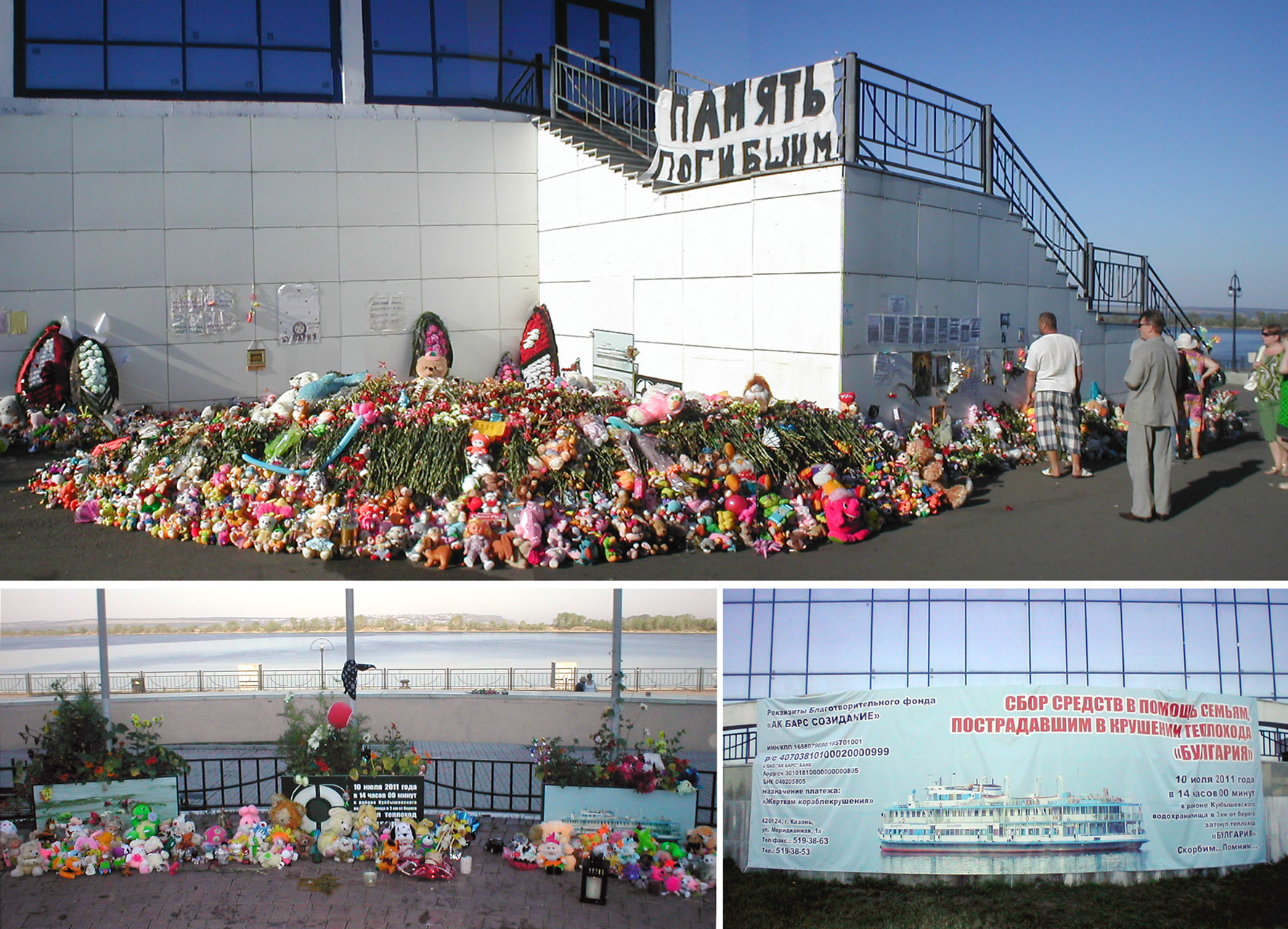
Memorialul din portul fluvial Kazan

În momentul scufundării, se estimează că numărul total de pasageri și membrii echipajului de pe Bulgaria a fost de 201 persoane, deși a fost reconstruită ca să transporte maxim 120 de persoane, La 11 iulie 2011, un oficial guvernamental de la Ministerul Situațiilor de Urgență a spus că probabilitatea de a găsi alți supraviețuitori este redusă, ceea ce a implicat un total presupus de până la 129 de morți. La 12 iulie 2011, scafandrii au recuperat cadavrul căpitanului Bulgariei Alexandru Ostrovski și al soției sale. La 25 iulie 2011, numărul de morți confirmat oficial a fost de 122, acestea fiind toate corpurile găsite până atunci și identificate. Printre morți s-au numărat cel puțin 50 de copii. 
Au supraviețuit doar șaptezeci și nouă de persoane (dintre care 56 de pasageri și 23 de membri ai echipajului). Dintre acestea, 76 au fost salvate de nava de croazieră Arabella, două persoane au fost salvate de alte bărci, iar una a înotat până la țărm.
| Naționalitate | Morți | Răniți |
| ------------- | ----- | ------ |
| Rusă          | 120   | 13     |
| Bielorusă     | 2     | 1      |
| Total         | 122   | 14     |

### Navele din zonă
Potrivit afirmațiior supraviețuitorilor, două nave - (petrolierul Volgoneft -104 [alte surse susțin că ar fi fost Volgoneft-38] și cargoul Arbat) - au trecut prin zonă imediat după ce Bulgaria s-a scufundat. Navele care au trecut nu s-au oprit să dea ajutor și Comitetul de anchetă al Rusiei a lansat o anchetă oficială în privința acestor afirmații.
În conformitate cu articolul 270  din Codul Penal rus, căpitanul unei nave care refuză să ajute într-un caz de dezastru poate fi condamnat până la doi ani de privare de libertate. Cu toate acestea, s-ar putea ca aceste nave, fiind barje grele de marfă cu echipaje minime, să nu fi putut din punct de vedere tehnic să se oprească în timp ce treceau sau să se întoarcă într-un timp acceptabil. Proprietarii acestor barje au refuzat să comenteze. Motivele tehnice s-ar putea să nu fie suficiente pentru a justifica refuzul de acordare a ajutorului, deoarece articolul 270 din codul penal rus afirmă că singurul motiv de a refuza ajutorul este atunci când ar putea pune în pericol o navă, echipajul sau pasagerii acesteia. Ajutorul din partea împingătorului Dunaiski 66, care remorca două șlepuri, a fost refuzat de căpitanul de pe Arabella, care a considerat că acesta nu ar fi oferit un ajutor util și doar ar fi împiedicat operațiunea de salvare. Atât Volgoneft-104 cât și Volgoneft-38 sunt echipate cu bărci de salvare și, deși coordonatele acestora nu sunt urmărite cu precizie, se aflau sigur în zona accidentului. Anchetatorii nu au acuzat căpitanii niciunui petrolier în legătură cu scufundarea Bulgariei, la 15 iulie 2011 singurii căpitani acuzați de eșecul salvării au fost căpitanii navelor Arbat (Iuri Tucin) și Dunaiski 66 (Alexandru Egorov). Aceste două nave sunt, de asemenea, echipate cu bărci de salvare.
La 28 februarie 2012, A. Egorov a fost găsit vinovat de instanță. Cu toate acestea, instanța a dat doar o pedeapsă relativ mică de 190.000 ruble (mai puțin de 4.900 euro). Egorov a pledat nevinovat, susținând că dacă ar fi intrat în zona dezastrului în timp ce remorca șlepurile ar fi împiedicat operațiunea de salvare. Acesta a avut de gând să facă un recurs în instanță.

### Cauze
La 11 iulie, o sursă anonimă apropiată de comitetul care a investigat incidentul a declarat că scufundarea a fost cauzată probabil de hublourile care au fost lăsate deschise din cauza lipsei de aer condiționat de pe navă, ceea ce a permis pătrunderea apei în Bulgaria atunci când căpitanul a încercat să întoarcă nava pe vreme furtunoasă.
Dovezile au sugerat că o serie de încălcări ale siguranței ar fi putut provoca sau agrava dezastrul. Potrivit unui supraviețuitor, ieșirile de urgență de pe navă au fost sigilate sau închise. Anchetatorii au sugerat, de asemenea, că nava a navigat cu o înclinație la tribord , posibil din cauza rezervoarelor pline de apă de canalizare sau a celor de combustibil de pe acea parte și că unul dintre motoarele sale nu au funcționat corect. Potrivit anchetatorilor, navigarea cu un motor cu defecțiuni tehnice este o încălcare gravă a reglementărilor privind navelor de pasageri. Unii supraviețuitori au spus agențiilor de presă ruse că l-au rugat pe căpitan să  întoarcă nava din cauza înclinării sale, dar au fost ignorați. Au existat rapoarte contradictorii cu privire la faptul dacă nava și operatorul ei au fost autorizați corespunzător pentru croaziere de pasageri.  Supraviețuitorii echipajului au susținut că Bulgaria a rămas fără curent electric cu câteva minute înainte de scufundare, ceea ce a dezactivat efectiv comenzile navei și a împiedicat echipajul să transmită un apel SOS prin radio. Din anumite motive necunoscute, sistemul de alimentare de urgență nu a funcționat. Abia după ce Arabella a salvat primele victime, autoritățile au aflat numele navei și adevărata amploare a dezastrului.
Cu toate că nava nu a fost autorizată să transporte numărul de pasageri aflați la bord, probabil că acest lucru nu a suprasolicitat-o tehnic, deoarece în trecut a fost testată cu până la 2000 de pasageri.

### Reacția guvernului

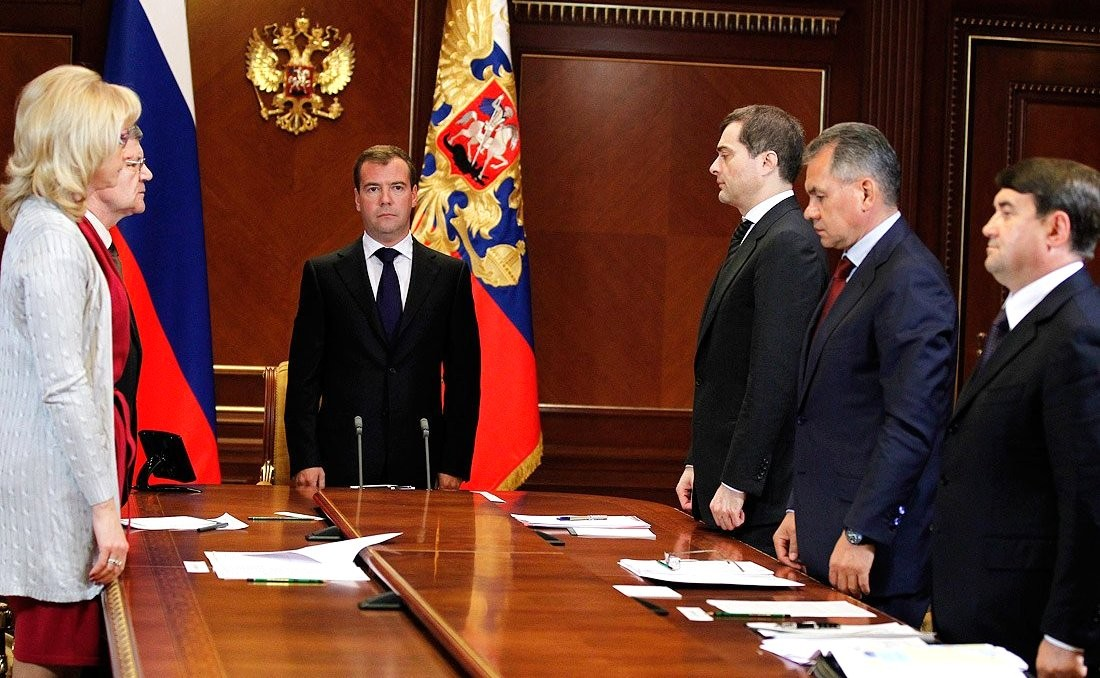
Președintele rus Dmitri Medvedev păstrează un moment de reculegere, 11 iulie 2011.

La 11 iulie, președintele Dmitri Medvedev a ordonat  „o verificare completă a tuturor mijloacelor de transport de pasageri” din Rusia ca răspuns la scufundarea Bulgariei și a declarat, de asemenea, 12 iulie o zi națională de doliu pentru cei uciși în acest incident.